# Platan javorolistý na Karlově náměstí
Platan javorolistý na Karlově náměstí je památný strom v Praze na Novém Městě. Netypicky tvarovaný platan stojí blíže západnímu okraji v centrální části jižní poloviny parku na Karlově náměstí. Patří k nejznámějším pražským památným stromům.

## Historie
Park na Karlově náměstí vznikl v roce 1876 podle plánů Bedřicha Wünschera z roku 1870. V letech 1884 až 1885 byl park upraven podle plánů Františka Thomayera. Zdejší platan byl vysazen pravděpodobně v době před Thomayerovým působením.

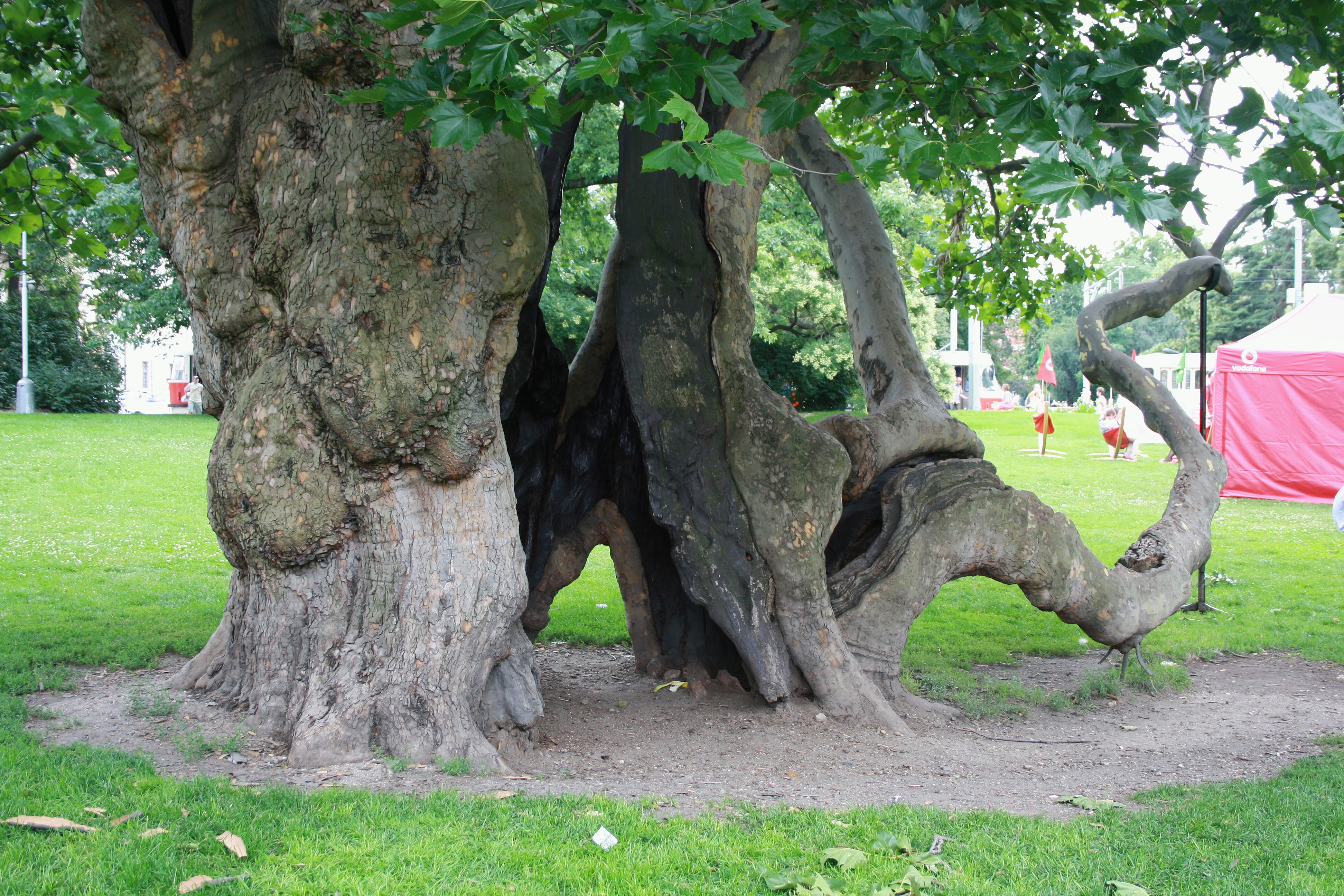
Detail kmene

V roce 1975 byla při podniku Sady, lesy, zahradnictví vytvořena speciální skupina pod vedením RNDr. Boženy Gregorové CSc., jejímž cílem byl výzkum metod prodlužujících život stromů. Platan na Karlově náměstí byl jedním z prvních stromů, na který byly nové metody aplikovány. K záchranné rekonstrukci bylo přikročeno v roce 1985. Byly sejmuty kovové obruče a železné pruty, kterými byl do té doby strom zajištěn. Byly odstraněny odumřelé větve a mohutná spodní větev byla podepřena, aby se předešlo jejímu odlomení. Rozsáhlá otevřená kmenová dutina byla vyčištěna a dřevo ošetřeno penetračním nátěrem.
V roce 2013 došlo k výměně podpěr spodní větve a kolem stromu bylo vybudováno oplocení.
7. října 1998 byl pro svůj vzrůst, vysoký věk a jakožto dendrologicky cenný taxon vyhlášen za strom památný.

## Parametry stromu
- Obvod kmene: 795 cm (u země)
- Výška stromu: 17 m
- Odhadované stáří: 170 let

## Významné stromy v okolí
- Dub taborský u Národního muzea - Čelakovského sady
- Františkánský tis
- Jinan dvoulaločný Praga – v Botanické zahradě
- Jinan na Novém Městě - v Panské ulici
- Lípa republiky (Karlovo náměstí)
- Pavlovnie plstnatá na Novém Městě - Vrchlického sady
- Platan javorolistý v parku Jezerka v Nuslích